# XI legislatura de El Salvador
La XI legislatura de El Salvador fue una reunión del poder legislativo del gobierno de El Salvador, compuesto por los 84 diputados que integraron la Asamblea Legislativa. Inició en San Salvador, el 1 de mayo de 2015 y finalizó el 30 de abril de 2018.

## Sesión de Instalación

Distribución de escaños por ideología política:
Derecha—35 (ARENA)
Izquierda—31 (FMLN)
Centro–Centroderecha—18 (GANA, PCN y PDC)

### Elección del presidente
| Alianza Republicana Nacionalista                   | 35 | Lorena Peña |
| Frente Farabundo Martí para la Liberación Nacional | 31 | Lorena Peña |
| Gran Alianza por la Unidad Nacional                | 11 | Lorena Peña |
| Partido de Concertación Nacional                   | 6  | Lorena Peña |
| Partido Demócrata Cristiano                        | 1  | Lorena Peña |
|                                                    |    | Lorena Peña |
| Total                                              | 84 | Lorena Peña |

## Diputados por departamento
Debido a la población de cada departamento, hay listas plurinominales departamentales que se reparten así:
| Departamento |    |    |   |   |   | Total |
| ------------ | -- | -- | - | - | - | ----- |
| San Salvador | 11 | 10 | 1 | 1 | 1 | 24    |
| La Libertad  | 5  | 4  | 1 |   |   | 10    |
| Santa Ana    | 3  | 2  | 1 | 1 |   | 7     |
| San Miguel   | 2  | 3  | 1 |   |   | 6     |
| Sonsonate    | 2  | 2  | 1 | 1 |   | 6     |
| Usulután     | 2  | 2  | 1 |   |   | 5     |
| Ahuachapán   | 2  | 1  |   | 1 |   | 4     |
| La Paz       | 2  | 1  | 1 |   |   | 4     |
| La Unión     | 1  | 1  | 1 |   |   | 3     |
| Chalatenango | 1  | 1  |   | 1 |   | 3     |
| Morazán      | 1  | 1  | 1 |   |   | 3     |
| Cuscatlán    | 1  | 1  |   | 1 |   | 3     |
| San Vicente  | 1  | 1  | 1 |   |   | 3     |
| Cabañas      | 1  | 1  | 1 |   |   | 3     |